# Mangge Nae
Mangge Nae is een bestuurslaag in het regentschap Dompu van de provincie West-Nusa Tenggara, Indonesië. Mangge Nae telt 1337 inwoners (volkstelling 2010).